# المجلس القومي للرياضة (مصر)
المجلس القومي للرياضة هو مجلس حكومي مصري تم إلغاءه في أغسطس 2022، وحل محله وزارة الشباب والرياضة. وكان يتبعها الأندية الرياضية والاتحادات الرياضية والاستادات الرياضية (ما عدا استاد الدفاع الجوي واستاد الجيش المصري واستاد الإنتاج الحربي فهي تابعة للجيش) واللجنة الأولمبية واللجنة البارالمبية.

## الأهداف
يهدف المجلس إلي الارتقاء بكافة مقومات النشاط الرياضي وتعظيم دور الرياضة لكافة المراحل السنية عن طريق تفعيل السياسة العامة للدولة في هذا المجال ووضع الخطط الكفيلة بتحقيق أهدافه.
- توسيع فرص وقاعدة الممارسة الجماعية للرياضة المقننة بين جميع فئات المجتمع المصري للجنسين.
- وضع نظام وخطة لتنظيم الرياضيات التنافسية، بما يكفل تشجيعها والتحفيز علي ممارستها ووضع البرامج التي من شأنها إقامة المسابقات الرياضية.
- وضع وتنفيذ خطة للإعداد لقطاع متخصص بالبطولات الرياضية وصناعة الأبطال وحشد كافة الإمكانيات البشرية والمادية لذلك بما يضمن التمثيل المشرف في البطولات والمحافل الدولية
- نشر الثقافة الرياضية والتأكيد علي مفهوم الروح الرياضية والقيم والمبادئ والسلوكيات المستهدفة منها، وحماية العمل التطوعي والهواة من الرياضيين وتشجيع الاحتراف الرياضي.
- وضع وتنفيذ خطط إعداد وصقل وتنمية الكوادر البشرية العاملة في مجالات الرياضة وتدعيم البنية الأساسية للرياضة بالدولة بما يخدم الرياضة عموماً وتحفيز القطاع الخاص والقطاع المدني والمنظمات الأهلية علي الاستثمار في مجال الرياضة.
- اعتماد النظم المتعلقة بالنهوض بالرياضة، ووضع البرامج التي من شأنها تنمية البحث العلمي وتنفيذ السياسات لتطوير النشاط الرياضي.
- إنشاء وإدارة قاعدة بيانات معلوماتية للنشاط الرياضي للمساعدة في تحقيق أهدافه.
- يتولي المجلس القومي للرياضة وضع السياسات المنظمة للعلاقات بين الجهات والهيئات المعنية بالنشاط الرياضي لتحقيق التعاون الأمثل بينها.
- اقتراح التشريعات ووضع اللوائح والآليات اللازمة لتحديد العلاقات والواجبات والمسئوليات وتنظيم كافة الأنشطة المتعلقة بالرياضة، ورقابتها والعمل علي وضع الأطر القانونية والمؤسسية اللازمة للانتقال إلي الاستقلال المالي والإداري فيها بما يكفل مسايرة حركة التطور في المجال الرياضي علي المستوي العالمي.
- وضع البرامج التي من شأنها الارتقاء بالطب الرياضي ومكافحة المنشطات والعقاقير الضارة في مجالات الرياضة المختلفة.

## رؤساء المجلس
- محمود الحلو.[1]
- عماد البناني.[2]
- حسن صقر.[3]